# Мит (хвороба)
Мит — гостра інфекційна хвороба коней, що проявляється гнійно-катаральним запаленням слизистої оболонки носоглотки і підщелепних лімфатичних вузлів. Поширена повсюдно, частіше — в країнах з помірним і холодним кліматом; на території України реєструвалася спорадично.
Збудник мита — митний стрептокок (Streptococcus equi), який має значну стійкість у зовнішньому середовищі.
Джерело збудника інфекції — хворі коні, що перехворіли, чинники передачі — корм, вода, відходи, годівниці і стіни приміщень, забруднені гноєм і носовим секретом хворих коней. Епізоотії мита переважно спостерігають пізно восени, зимою і ранньою весною.
Перебіг хвороби частіше гостра.
Типова форма мита характеризується гарячкою, пригнобленням, млявістю, зменшенням апетиту, збільшенням підщелепних лімфатичних вузлів і появою в них абсцесів.
Діагноз ставлять за епізоотіологічними даними, клінічною картиною і результатами лабораторного дослідження.

## Лікування
Хворих коней ізолюють і лікують. Організовують суворий індивідуальний режим, годування і водопій тварин. Приміщення, предмети догляду за кіньми, збруя, годівниці ретельно дезінфікують.